# 卡姆嘉宝果
卡姆嘉寶果(Myrciaria floribunda)生長在亞馬遜河附近的沼澤地的水果。其有紫色外皮、黃色果肉，大小如葡萄，果樹約高2－3公尺，富含維生素C，可抵制流感、感冒並預防貧血、傳染病等。